# La Couarde
La Couarde korábbi község Franciaországban, Deux-Sèvres megyében. Lakosainak száma 272 fő (2018. január 1.). La Couarde Beaussais-Vitré, Exoudun, La Mothe-Saint-Héray, Prailles, Sepvret, Souvigné és Beaussais községekkel határos.
2019. január 1-jén Prailles korábbi községgel egyesült és az így létrejött Prailles-La Couarde új község része lett.

## Népesség
A település népességének változása:
| Lakosok száma | 263  | 266  | 273  | 273  | 272  |
|               | 2013 | 2015 | 2016 | 2017 | 2018 |